# Соціально-економічні проблеми і держава
«Соціа́льно-економі́чні пробле́ми і держа́ва» — науковий журнал (електронне наукове фахове видання), приймає до публікації у електронному вигляді наукові праці з питань управління, економіки та соціального розвитку.  
Електронне наукове фахове видання публікується  Тернопільським національним технічним університетом імені Івана Пулюя, Академією соціального управління з періодичністю — 2 номери щорічно та включений до переліку наукових спеціалізованих видань України, в яких можуть публікуватися результати дисертаційних робіт для досягнення вченої ступені доктора чи кандидата наук.
Постановою № 2-05/1 президії ВАК України від 26 січня 2011 року журнал внесено до Переліку електронних наукових фахових видань.
ISSN 2223-3822
До публікації приймаються статті з результатами власних оригінальних досліджень, що мають наукову і практичну значущість і не публікувалися досі. До друку не приймаються суто оглядові статті. Стаття повинна бути оформлена згідно з вимогами ВАК України до фахових видань.
Редакція журналу приймає до публікування статті лише за умови дотримання вимог, визначених постановою Президії Вищої атестаційної комісії України «Про підвищення вимог до фахових видань, внесених до переліків ВАК України» від 15 січня 2003 р. № 7-05/1, що передбачає такі обов'язкові структурні елементи:
- постановка проблеми в загальному вигляді та її зв'язок з важливими науковими чи практичними задачами;
- аналіз останніх досліджень та публікацій, в яких існує початок розв'язку існуючої проблеми і на котрі спирається автор;
- невирішені раніше частини загальної проблеми виділення нерозв'язаних раніше частин загальної проблеми, котрим присвячена стаття;
- постановка завдання формулювання мети статті;
- виклад основного матеріалу дослідження з обґрунтуванням отриманих наукових результатів;
- висновки та перспективи подальших досліджень в даному напрямку.

До збірника наукових праць «Соціально-економічні проблеми і держава» приймаються рукописи наукових праць, що ніколи раніше не публікувалися і не призначені для одночасної публікації в інших виданнях. Обсяг рукопису — 5-8 сторінок (12-25 тис. знаків, як виняток, не більше 40 тис. знаків, разом з таблицями та рисунками). Кількість авторів — не більше трьох. Для публікації в науковому журналі необхідно подати матеріали на українській, російській чи англійській мовах.
Головний редактор — докт. екон. наук, професор Андрушків Богдан Миколайович.
Відповідальний секретар редколегії - канд. техн. наук, доцент Вовк Юрій Ярославович
Журнал включено у інформаційні і наукометричні бази:
- ProQuest LLC (ULRICHSWEB Global Serials Directory) ;
- Index Copernicus International S.A. (Польща), ICV 2013 - 5.26 ;
- DOAJ — Directory of Open Access Journals (Швеція) ;
- Google Scholar (США);
- BASE — Bielefeld Academic Search Machine (Німеччина) ;
- EBSCO (США);
- Міністерство науки і вищої освіти Республіки Польща ;
- Global Impact Factor (GIF), 2013 - 0.383 .

Проводиться робота із входження у:
- Scopus (Elsevier B.V.);
- Web of Science (Thomson Reuters) й інші.